# Андерхілл (фестиваль)
Європейський музичний фестиваль Андегіл, англ. Underhill European Music Festival — міжнародний тематичний музичний парк розваг в Україні, який об'єднує різні течії сучасної та попмузики, виконавців як із України, так і з Європи.

## Про фестиваль
Проводиться з 2019 року на приватному аеродромі «Урочище Підгір'я» поблизу села Підгір'я, Івано-Франківської області, на початку літа.
Вдень і вночі працювали 3 сцени, а також проводилось авіашоу. Фестиваль став полігоном для експериментів у сфері масових заходів, де окрім музичних перформансів відбувається шоу спортивних літаків, польоти повітряних куль, діє парк атракціонів, а також передбачено великий кемпінг для кількаденного відпочинку.
2019 року фестиваль відвідав президент Порошенко. Журнал «Місто» у 2019 році присудив фестивалю премію «Визнання року». Фестиваль за два дні відвідало біля 30 000 гостей.
Основна концепція фестивалю: «Місце де танцюють вдень і вночі» — захід проходить цілодобово. Інфраструктура фестивалю дозволяє відвідувати його сім'ям з дітьми та людям з обмеженими можливостями.
На трьох сценах виступило 80 артистів.
- Бумбокс
- СКАЙ
- Друга ріка
- Оля Полякова
- DZIDZIO
- MOZGI
- БЕZ ОБМЕЖЕНЬ
- Ferry Corsten
- ARTBAT
- BETOKO
- James Zabiela
- Boosin
- DJ Lutique
- DJ Sky
- YUKO
- Гурт [O]
- та багато інших.

Головною частиною фестивалю стало авіашоу у виконанні пілотажної групи Baltic Bees.
Наступний фестиваль UNDERHILL2020 заплановано на 26—29 червня 2020 року.